# ناتالیا کوزنتسوا-لوبانوا
ناتالیا کوزنتسوا-لوبانوا (روسی: Наталья Владимировна Лобанова née Кузнецова؛ ۳۰ مهٔ ۱۹۴۷ – ۱۹۹۸ (۵۰−۵۱ سال)) ورزشکار شیرجه اهل اتحاد جماهیر شوروی سوسیالیستی بود.
وی در مسابقات کشوری و بین‌المللی در مجموع برندهٔ ۱ مدال طلا، ۱ مدال نقره، ۱ مدال برنز شده‌است.